# Шебров-Катержина
Шебров-Катержина (чеш. Šebrov-Kateřina) је насељено мјесто са административним статусом сеоске општине (чеш. obec) у округу Бланско, у Јужноморавском крају, Чешка Република.

## Становништво
Према подацима о броју становника из 2014. године насеље је имало 800 становника.